# Desmidiales
A Desmidiales (a görög δεσμος (deszmosz), kötés, lánc szóból) a Charophyta – azon zöldalgatörzs, melyből az embriós növények származnak – rendje. Egysejtű, fonalas vagy kolóniaképző mikroszkopikus zöldalgák alkotják. Nagy szimmetriájuk, számos formájuk és vonzó mivoltuk miatt az amatőr és a professzionális mikroszkópiában gyakran használják.
A Desmidiales a Zygnematophyceae osztályba tartozik. Bár gyakran egy családba, a Desmidiaceaebe egyesítik, a legtöbb filogenetika 3–5 családot tart számon, gyakran a Desmidiales rendben.
A Desmidiales mintegy 40 nemzetséget és 5000–6000 fajt tartalmaz. nem kizárólag édesvízben. Általában a Desmidiales tagjai savas (4,8–7 közti pH) vizeket kedvelnek, így számos faj megtalálható a tőzegmohák közötti mocsári résekben. Mivel érzékenyek környezetük változására, a víz- és élőhelyminőség hasznos bioindikátorai.

## Nevezéktan
A kifejezés általában mikroszkopikus, gyakran egysejtű algákra utal a Zygnematophyceaeben. Ezeken belül általában a „szakkoderm” és a „plakoderm” élőlényeket különböztetik meg. Előbbiek a Zygnematales rend Mesotanniaceae családjába tartoznak, középen nem elvékonyodó, medián varratvonalak és nyálkaelválasztó sejtfali pórusok nélküli sejtekből állnak. A plakoder fajok ezzel szemben két szimmetrikus félből álló sejtekből és nyálkaelválasztó sejtfali pórusokból állnak.

## Morfológia
Ezen algák ostor nélküli egysejtűek. Bár a Desmidiales legtöbb faja egysejtű, egyes nemzetségek fonalakat alkotnak. Néhány nemzetség nem fonalas kolóniákat alkot, egyes sejtjeiket szálak vagy szülősejtfalak kötik össze.
A Desmidiales sejtjei gyakran két részre bonthatók, melyeket rövid híd köt össze, ahol a gömbölyű mag található. E félsejtek nagy, gyakran hajtott kloroplasztiszt tartalmaznak a fotoszintézishez. Egy vagy több pirenoid is található. Ezek hozzák létre az energiatároláshoz szükséges szénhidrátokat. A két félsejt sejtfala, melyek néhány Closterium-és Penium-fajban egynél több részből áll, két eltérő rétegből áll, a bels nagyrészt cellulózból áll, a külső erősebb és vastagabb, gyakran tüskékkel, granulákkal, szemölcsökkel stb. Ez cellulózalapból áll más anyagokkal, például vasvegyületekkel, melyek különösen gyakoriak néhány Closterium- és Penium-fajban, és nem oldódnak ammóniás réz-oxid-oldatban.
A Desmidiales számos erősen szimmetrikus és vonzó, például nyújtott, csillag vagy rotunda alakot vesz fel, melyek osztályzásuk alapjai. Legnagyobbjuk látható lehet szabad szemmel is.
A Desmidiales sejtjeinek egyik végén jellemző bárium-szulfát-kristályok vannak folyamatos Brown-mozgással. Funkciójuk ismeretlen.
Számos faj áttetsző, zselatinszerű nyálkát is elválaszt sejtfali pórusaiban védekezésre. Ezek vagy a Micrasteriashoz hasonlóan egyenletesen oszlanak el a sejtfalon, de nincsenek jelen a hídnál, vagy a Cosmarium sok nemzetségéhez hasonlóan gazdagon díszítve, a sejtfal díszítőelemeinél találhatók.
A pórus falának belső rétegében egyszerű csatorna van, a külsőben (a Closterium kivételével) a csatornát speciálisan differenciált hengeres, nem cellulózból álló zóna (pórusszerv) veszi körül, melyen a csatorna áthalad. Ezek mindig kibocsátás alatt álló nyálkaszálakat tartalmaznak. A belső felületen lencse vagy gomb alakú kinövésekben érnek véget, míg a külsőn sugárzó vagy ütő alakú nyálkatömegek vannak, melyeken a csatorna áthalad, és melyek többé-kevésbé állandó jellegűek. A legtöbb esetben azonban hiányoznak vagy csak kis perforált gombként vannak jelen.

## Szaporodás
A Desmidiales általában ivartalanul, kettéhasadással szaporodik. Ekkor a sejt két fele elválik, és mindkét fél új sejt lesz. Ezután a sejt aszimmetrikus lehet, mivel az új fél kisebb az eredetinél.
Rossz körülmények közt a Zygnematophyceae rokon taxonjaihoz hasonlóan ivaros konjugációval szaporodhat. Az ivaros szaporodás ritka, és sok fajnál nem figyelték meg.

## Besorolás
A Desmidiales családjainak és nemzetségeinek besorolása:
- Closteriaceae
  - Closterium
  - Spinoclosterium
- Gonatozygaceae
  - Genicularina
  - Gonatozygon
  - Leptocystinema
- Peniaceae
  - Penium
- Desmidiaceae
  - Actinodontum
  - Actinotaenium
  - Allorgeia
  - Amscottia
  - Bambusina
  - Bourrellyodesmus
  - Brachytheca
  - Calocylindrus
  - Cosmaridium
  - Cosmarium
  - Cosmocladium
  - Croasdalea
  - Cruciangulum
  - Desmidium
  - Docidium
  - Euastridium
  - Euastrum
  - Groenbladia
  - Haplotaenium
  - Heimansia
  - Hyalotheca
  - Ichthyocercus
  - Ichthyodontum
- Mateola
- Micrasterias
- Onychonema
- Oocardium
- Pachyphorium
- Phymatodocis
- Pleurotaeniopsis
- Pleurotaenium
- Prescottiella
- Pseudomicrasterias
- Sphaerozosma
- Spinocosmarium
- Spondylosium
- Staurastrum
- Staurodesmus
- Streptonema
- Teilingia
- Tetmemorus
- Trapezodesmus
- Triplastrum
- Triploceras
- Vincularia
- Xanthidium

A Gonatozygaceae családot gyakran a Peniaceaehez sorolják, így 4 helyett 3 családot adva. Egy ötödik családot, a Mesotaeniaceaet korábban a Desmidiales részének tekintettek, de a sejtfalszerkezet és a DNS elemzés alapján a Zygnemataceaehez közelebbi rokonnak találták, így azzal a családdal együtt a Zygnematales rendbe sorolták át. Azonban a Zygnemataceae a Mesotaeniceaeben jelenhetett meg.

## Élőhely és elterjedés

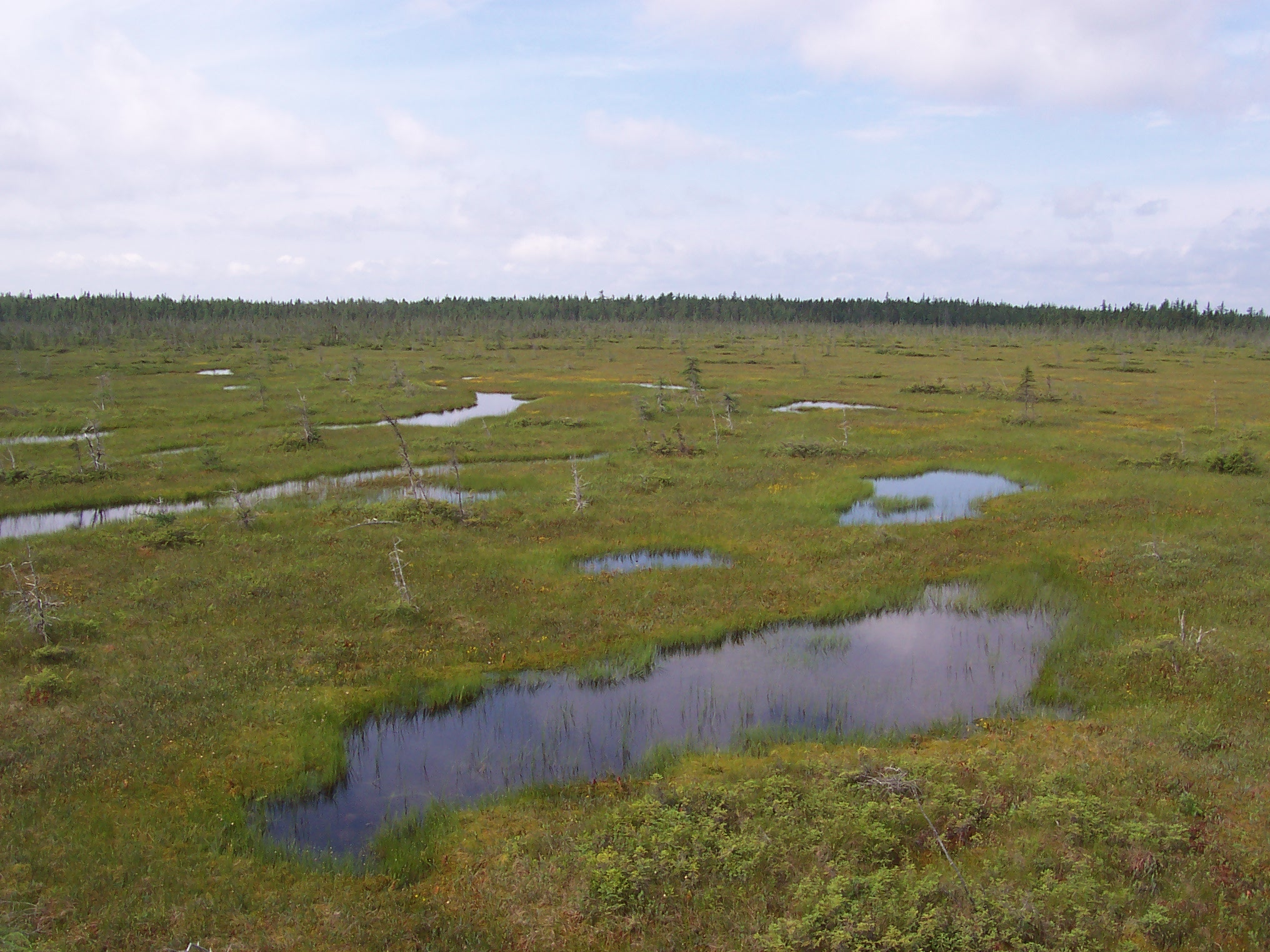
Tőzegmohás láp a Frontenac Nemzeti Parkban (Québec, Kanada)

A Desmidiales az egész világon megtalálható édesvízi élőhelyeken, de jobban kedvelik a lápokat, az aktív ingólápokat és más tápanyagszegény vizes élőhelyeket. Gyakran szigorú ökológiai szükségleteik vannak: a legtöbb faj az alacsony kalcium- és magnéziumszintű, alacsony sótartalmú, kissé savas vizeket kedveli. A nagyobb tápanyagtartalmú vizekben könnyen kiszoríthatják. Gyakran találják vízi élőlényekhez, például Utricularia- vagy szabadon úszó tichoplanktonfajokhoz kapcsolódva.
Bár a Desmidiales-fajok kozmopoliták, számos faj korlátozódik bizonyos kontinensekre vagy biogeográfiai tartományokra nagyrészt szigorú ökológiai igényeik és a cisztaképzés hiánya miatt, csökkentve a sikeres szóródás esélyét. Így saját flórájuk alapján besorolhatók régiókba. Az indomaláj és az észak-ausztrál tartományt például a Microsterias ceratofera, míg az egyenlítői Afrika területén például olyan fajok találhatók, mint az Allorgeia incredibilis.

## Ökológia
Bár a Desmidiales igen sokszínű – akár több száz is lehet egy helyen, környezettel való interakcióik viszonylag ismeretlenek. Fajai számos parazita, különösen a rajzóspórás gombák gazdái. Számos mikroszkopikus vízi élőlény, például rákok, kerekesféreg- és csillósfajok eszik.